# Халльмен, Мартина
Мартина Хельга Халльмен (до замужества — Кох) (нем. Martina Helga Koch (Hallmen), род. 20 мая 1959, Франкфурт-на-Майне, Гессен) — немецкая хоккеистка (хоккей на траве), полевой игрок. Серебряный призёр летних Олимпийских игр 1984 года, участница летних Олимпийских игр 1988 года, чемпионка мира 1981 года, серебряный призёр чемпионата мира 1978 года, бронзовый призёр чемпионата Европы 1984 года.

## Биография
Мартина Халльмен родилась 20 мая 1959 года в западногерманском городе Франкфурт-на-Майне.
Играла за «Ханауэр», в составе которого дважды становилась чемпионкой ФРГ по хоккею на траве (1981, 1984) и один раз по индорхоккею (1983).
Дважды выигрывала медали чемпионата мира — золото в 1981 году в Буэнос-Айресе и серебро в 1978 году в Мадриде.
В 1984 году завоевала бронзовую медаль чемпионата Европы в Лилле.
В том же году вошла в состав женской сборной ФРГ по хоккею на траве на летних Олимпийских играх в Лос-Анджелесе и завоевала серебряную медаль. Играла в поле, провела 5 матчей, забила 3 мяча (два в ворота сборной Нидерландов, один — Австралии).
В 1988 году вошла в состав женской сборной ФРГ по хоккею на траве на летних Олимпийских играх в Сеуле, занявшей 5-е место. Играла в поле, провела 3 матча, мячей не забивала.
Трижды выигрывала золотые медали чемпионата Европы по индорхоккею: в 1977 году в Брюсселе, в 1981 году в Западном Берлине и в 1987 году в Бад-Нойенар-Арвайлере.
В 1977—1988 годах провела за сборную ФРГ 119 матчей (100 на открытых полях, 19 в помещении).
Работала учителем биологии и географии.